# エドガー・シャイン
エドガー・ヘンリー・シャイン（Edgar Henry Schein、1928年 -  2023年1月26日）は、アメリカ合衆国の心理学者。
陸軍の研究所で洗脳研究を行った後マサチューセッツ工科大学（MIT）に移り、組織開発（オーガニゼーションディベロップメント、OD)、キャリア開発、組織文化の分野で、支援や補助を提供するさまざまな専門職の発展にも貢献した。MITスローン経営学大学院の元教授である。

## 経歴
シカゴ大学より学士、スタンフォード大学より心理学修士、ハーバード大学より社会心理学の博士号を取得した。MITではXY理論で有名なダグラス・マグレガーと一緒に研究活動を行ない、ナショナル・トレーニング・ラボラトリー（National Training Laboratories、NTL Institute）の設立に加わって長年ここで働き、Tグループ・感受性訓練に関与し、組織開発・産業心理学と組織心理学の研究を行った。
著名な著書に、『組織文化とリーダーシップ』（Organizational Culture and Leadership、1985年 ISBN 1-55542-487-2）がある。個人や組織の行動に影響を与える要因について幅広く研究し組織文化という概念を構築した。彼の研究の底流にある主要テーマは、組織における文化の理解、組織文化と個人行動の関係、組織的学習にとっての組織文化の重要性である。この外、『プロセス・コンサルテーション』（Process Consultation Revisited 1999年 ISBN 0-201-34596-X）など、組織開発プラクティショナーのため著書を出している。
また、組織開発の研究において必ずしも組織による教化や社会化がうまくいかないことが分かったため、組織だけなく個人に注目するようになり、キャリアの研究を開始した。そして、キャリア・アンカーという理論─仕事や会社が変わったとしても個々人を貫く、船の錨（アンカー）のような普遍の基軸─を構築した。このジャンルでは、『キャリア・ダイナミクス』（Career Dynamics、1978年 ISBN 978-0201068344）などのキャリアに関する著作を上梓するとともに、「キャリア・アンカー」と「キャリア・サバイバル」という２つの診断ツールを開発した。

## 主要著作

### 単著
- 二村敏子、三善勝代訳『キャリア・ダイナミクス』白桃書房、1991年。ISBN 9784561221623。
- 稲葉元吉、尾川丈一訳『プロセス・コンサルテーション 援助関係を築くこと』白桃書房、2002年。ISBN 9784561131403。
- 金井壽宏訳『キャリア・アンカー 自分のほんとうの価値を発見しよう-』白桃書房、2003年。ISBN 9784561233855。
- 金井壽宏訳『キャリア・サバイバル 職務と役割の戦略的プラニング-』白桃書房、2003年。ISBN 9784561233381。
- 『企業文化─生き残りの指針-』金井壽宏監訳/尾川丈一・片山佳代子訳、白桃書房、2004年。ISBN 9784561233930。
- 金井壽宏、高橋潔訳『キャリア・アンカー　セルフ・アセスメント-』白桃書房、2009年。ISBN 9784561225027。
- 『人を助けるとはどういうことか　本当の「協力関係」をつくる７つの原則』 （英治出版、2009年）　　ISBN 9784561233855
- 梅津祐良、横山哲夫訳『組織文化とリーダーシップ』白桃書房、2012年。ISBN 9784561235613。

## 外部サイト
- エドガー・シャイン ポータルサイト